# بودو أبيل
بودو أبيل (بالألمانية: Bodo Abel)‏ هو أستاذ جامعي واقتصادي ألماني، ولد في 18 يناير 1948 في فيتسنهاوزن في ألمانيا.